# Pacote jumbo
Em rede de computadores, pacotes jumbo ou quadros jumbo são quadros ethernet com mais de 1500 bytes de carga útil (payload), o limite definido pelo padrão IEEE 802.3. Convencionalmente, os quadros jumbo podem transportar acima de 9000 bytes de carga útil, mas existem variações e alguns cuidados precisam ser tomados quando usa-se o termo. Muitos switches Gigabit Ethernet e interfaces de rede Gigabit Ethernet podem suportar quadros jumbo. Alguns switches Fast Ethernet e placas de interfaces de rede Fast Ethernet também podem suportar quadros jumbo. Muitas redes educacionais e de pesquisas dos EUA (como Internet2, Nastional LambdaRail, ESnet, GÉANT e AARNet) suportam quadros jumbo, porém a maioria dos provedores de serviço de internet comerciais não suportam.